# Clara Mulder van de Graaf-de Bruyn

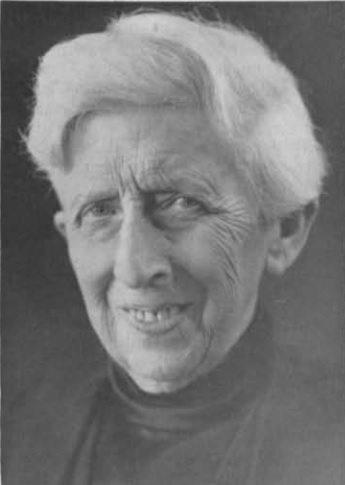
Clara Mulder van de Graaf-de Bruyn

Clara Maria Adriana Mulder van de Graaf-de Bruyn (Bergen op Zoom, 1865 – Rijswijk, 1945) was een Nederlands voorvechtster voor het vrouwenkiesrecht.
Clara Mulder van de Graaf-de Bruyn werd in 1865 in Bergen op Zoom geboren als Clara Maria Adriana de Bruyn. Ze stierf in het laatst van de Tweede Wereldoorlog, in januari 1945, in Rijswijk. Ze was vanaf 1889 gehuwd met de militair officier Henricus Lodewijk Christiaan Mulder van de Graaf (overleden in 1917 in Bolivia). Clara Mulder van de Graaf-de Bruyn was katholiek en een van de meest fanatieke campagnevoerders voor het vrouwenkiesrecht in Den Haag. Ze was overtuigd voorstander van een vrouwenpartij en een van Nederlands eerste grote zakenvrouwen.

## Vereeniging voor Vrouwenkiesrecht
Clara Mulder van de Graaf-de Bruyn was goed bevriend met Aletta Jacobs, op veel foto’s van het hoofdbestuur van de Vereeniging voor Vrouwenkiesrecht staan ze naast elkaar. Samen met Jacobs en andere bestuursleden sprak Clara Mulder van de Graaf-de Bruyn de menigte toe tijdens de demonstratie voor vrouwenkiesrecht op 18 juni 1916. Clara Mulder van de Graaf-de Bruyn en Aletta Jacobs maakten ook vaak reisjes naar het buitenland om daar te pleitten voor het vrouwenkiesrecht. In 1926 vertrokken beiden samen met Cato van der Pijl en C. Kehrer-Stuart naar Londen, waar zij verder zouden reizen naar Dublin. Ze zouden daar meedoen aan een grote demonstratie voor vrouwenkiesrecht die plaatsvond van 8 tot 15 juli 1926. In het Verenigd Koninkrijk hadden vrouwen enkel nog beperkt kiesrecht en deze grote demonstratie vormde het slot van een flinke campagne.

## Katholicisme
Clara Mulder van de Graaf-de Bruyn was overtuigd katholiek. Voordat ze lid werd van de Vereeniging voor Vrouwenkiesrecht had ze eerst bij een hoge geestelijke gepolst of het wel toegestaan was dat ze lid werd van een neutrale partij. De geestelijke maakte geen bezwaar en Clara werd lid. Al snel trad ze toe tot het hoofdbestuur en behoorde ze tot de groep actieve kiesrechtfeministen met wie Aletta Jacobs tijdens de hoogtijdagen van het activisme op pad ging. De twee raakten dan ook goed bevriend, ook al was Jacobs een militant vrijdenkster en Mulder van de Graaf-de Bruyn belijdend katholiek. Jacobs had er juist wel bewondering voor dat Mulder van de Graaf-de Bruyn ook in eigen, katholieke kring het vrouwenkiesrecht verdedigde en het debat met katholieke politici en geestelijken niet uit de weg ging. Zelfs toen Mulder van de Graaf-de Bruyn en de eveneens katholieke Van der Pijl zich in 1926 tijdens de demonstratie in Londen bij de katholieke vrouwenkiesrechtvereniging St Joan aansloten, sloeg Jacobs dat eerder geamuseerd gade dan dat zij haar daarom veroordeelde. Behalve in de vrouwenkiesrechtbeweging waren beiden ook actief in de vrouwenvredesbeweging, als lid van het hoofdbestuur van de Nederlandse afdeling van de Internationale Vrouwenbond voor Vrede en Vrijheid.

## Kostwinnerschap
Mulder van de Graaf-de Bruyn was kostwinner, ze werkte als inspecteur bij de Levensverzekeringsmaatschappij ‘De Nederlanden’. Sinds 1911 verdiende Mulder van de Graaf-de Bruyn genoeg om haarzelf en haar dochter te onderhouden. Zij werd binnen de verzekeringsmaatschappij erg gewaardeerd en was de eerste vrouwelijke inspecteur binnen het bedrijf. Voor de taak van kostwinner was Mulder van de Graaf-de Bruyn naar verluidt heel plotseling komen te staan. Het gerucht ging dat ze moest gaan werken omdat haar echtgenoot in de gevangenis was beland. Recent onderzoek laat zien dat dat gerucht weleens juist kan zijn geweest. Op haar 65ste ging Clara Mulder van de Graaf-de Bruyn met pensioen, maar stilzitten was niets voor haar. Haar dochter Annie Mulder van de Graaf, een zenuwarts die nog bij Sigmund Freud in de leer was geweest, schoolde zich begin jaren 1930 in Parijs om tot plastisch chirurg en begon in 1933 in Den Haag een eigen praktijk. Clara Mulder van de Graaf-de Bruyn werd haar assistente, ze steriliseerde en maakte instrumenten schoon.

## Vrouwenpartij
Clara Mulder van de Graaf-de Bruyn was voorstander van een vrouwenpartij. Ze geloofde heilig dat de zaak van de vrouw beter gediend zou zijn als er daadwerkelijk een vrouwenpartij zou worden opgericht. Ze had een dossier verzameld met knipsels en krantenstukjes waarin bleek dat politieke partijen tekortschoten tegenover vrouwen. Met een ondeugend lachje zei ze regelmatig: 'ik mag de heeren graag, ik heb vele goede vrienden onder hen gehad, maar in de liefde en in de politiek vertrouw ik ze niet'.

## Jaren 1930
In de literatuur geldt als vaststaand feit dat Clara Mulder van de Graaf-de Bruyn onder invloed van haar dochter Annie in de jaren 1930 lid werd van de Nationaal Socialistische Beweging (NSB). En dat om die reden niemand van haar feministische vriendinnen bij haar begrafenis (op 22 januari 1945 op de katholieke begraafplaats in Rijswijk) aanwezig was. De bron van deze kennis bleef ongenoemd. In recent onderzoek werd voor deze aantijging tegen moeder en dochter Mulder van de Graaf geen bevestiging gevonden. Wel blijkt Annie Mulder van de Graaf tijdens de oorlog praktijk te hebben gehouden in het Amsterdamse instituut voor huidverzorging van de bekende verzetsstrijdster Hester van Lennep. Het eventuele NSB-lidmaatschap van moeder en/of dochter laat zich met deze verzetsconnectie niet eenvoudig verzoenen. Alleen nader onderzoek kan hierin uitsluitsel geven.
- Biografisch Portaal: 39820117
- Nederlandse Thesaurus van Auteursnamen: 424716240
- Virtual International Authority File: 6924157828047954550000